# Myrsine modesta
Myrsine modesta är en viveväxtart. Myrsine modesta ingår i släktet Myrsine och familjen viveväxter.

## Underarter
Arten delas in i följande underarter:
- M. m. coriaria
- M. m. modesta
- M. m. tiebaghiensis